# سباحة (جيشان)

تعديل مصدري - تعديل

سباحة هي إحدى قرى عزلة جيشان بمديرية جيشان التابعة لمحافظة أبين، بلغ تعداد سكانها 106 نسمة حسب تعداد اليمن لعام 2004.